# Adrian Ursu (jurnalist)
Adrian Ursu este un jurnalist român care realizează emisiuni la postul de televiziune Antena 3.
Până în februarie 2011, a realizat emisiunea „Ora de foc” la Realitatea TV, împreună cu Oana Zamfir.
Jurnalist cu experiență, realizează emisiunea Exces de Putere și deține și funcția administrativă de director executiv în cadrul grupului Antena 3.
În trecut a condus diferite redacții și publicații. Adrian Ursu este discipolul lui Dumitru Tinu alături de Cristian Tudor Popescu, Bogdan Chirieac și Lelia Munteanu.